# Saint-Pierre-lès-Bitry
 Saint-Pierre-lès-Bitry  es una población y comuna francesa, en la región de Picardía, departamento de Oise, en el distrito de Compiègne y cantón de Attichy.

## Demografía
| 115 | 119 | 128 | 112 | 118 | 132 |
| Para los censos de 1962 a 1999 la población legal corresponde a la población sin duplicidades (Fuente: INSEE [Consultar]) |     |     |     |     |     |